# Allikateatern
Allikateatern är en fri teatergrupp i Göteborg. Gruppen har ingen egen scen, utan spelar på olika platser och scener runt om i staden.
Allikateatern bildades 1998 och är medlem i Teatercentrum.

## Föreställningar

### 2009
- Från regnormarnas liv. Av Per Olov Enquist, regi av Rolf Sossna. Hanne Heiberg, en aktris, gift med Johan Ludvig Heiberg teaterdirektören för “De konglige teatret” i Köpenhamn och författaren H.C. Andersen möts en sällsam natt, då många hemligheter ur det förflutna avslöjas.
- Darwins Dilemma. Möt herr och fru Darwin i en omvälvande tid i deras liv. Manus Henka Andersson, regi Linda Faith.
- I huvudet på Linné. Carl von Linné direkt från 1700-talet. Manus Henka Andersson, regi Linda Faith.

### 2008
- Kafka 1 2 5 och Bättre utan hund. En orgie i Kafkatexter. Regi Erik Åkerlind
- Porten mot Väster -07. Manus Henka Andersson, regi Linda Faith. Porten mot Väster har vandrat i Klippans Kulturreservat i Göteborg i mer eller mindre samma tappning med ett antal olika skådespelare och musiker under sommaren 2001, 2002, 2003, 2004, 2006, och 2008.

### 2007
- Returpappor. 5 män inlåsta i en container - för retur. Manus och regi Johan Westergren.
- Porten mot Väster -07
- I huvudet på Linné
- Julia. Om längtan och passion på äldreboendet. Text och dramaturgi Henka Andersson, regi Linda Faith, musik Jonas Lundberg

### 2006
- Familjen Bra. Om familjen där allt är bra och bara kan bli bättre. Av Joakim Pirinen Regi Linda Faith
- Forumteater: Familjen Sportson. Barnföreställning om hälsa och miljö. Av och med Franck Olofsson och Lena Åkerstedt.
- Porten mot Väster -06

### 2005
- Kroppen, Magin och Läkekonsten. För barn om medicinvetenskapens historia. Manus Henka Andersson, regi Linda Faith.
- Springpojkar och springflickor sökes. Dramatiserad, historisk stadsvandring i Mölndals Kvarnbyn, ett gammalt industricentrum med anor från 1600-talet. Manus Linda Faith m.fl., regi Linda Faith.
- Forumteater: Familjen Matson. Barnföreställning om hälsa och miljö. Av och med Franck Olofsson och Lena Åkerstedt.

### 2004
- Porten mot Väster -04.
- Är jag född så vill jag leva. Kritikerrosad Bellmanföreställning. Manus Henka Andersson, regi Linda Faith
- Pigor & drängar sökes. Dramatiserad slottsvandring för barn. Manus Linda Faith m.fl., regi Linda Faith.
- Isbjörnarna. Nypremiär av uppsättning från 2000.

### 2003
- Porten mot Väster-03
- Skit i målet farsan! (hon slänger ut dig). Skrattpärla om fotbollsberoende Gary som gått med i anonyma bollister. Manus Krister Karlsson.
- Funderingar kring en mördares moral. En absurd tragikomisk monolog. Manus Åsa Nybo och Tuuja Jönicke, regi Linda Faith.
- Tänk att det sket sig mot Senegal. Rosad fotbollsföreställning. Manus Krister Karlsson, regi Miram Elmtorp.

### 2002
- Tänk att få dela pinkeränna med Bebben. En hyllning till det “goa” Göteborg och våra idrottslegender. Manus Krister Karlsson, regi Miram Elmtorp
- Ungt blod. Absurd existentiell skruvad tragikomedi. Manus Peter Asmussen, regi Anders Jansson.
- Porten mot Väster-02

### 2001
- Porten mot Väster-01

### 2000
- Ängeln och den blåa hästen. Manus Ulf Stark, dramaturgi och regi Jonas Eriksson.
- Isbjörnarna. En ”trevlig” familjebjudning i sann Gardellsk anda. Av Jonas Gardell, regi Karl Ekdahl.

### 1999
- Hjälp, en björn! Regi Tina Möller
- Rött. Manus Anna Reynholt, regi Juha Sillanpää. Medverkande Franck Olofsson, Richard Ljungman och Ylva Ringqvist.

### 1998
- Dramatiserad stadsvandring. Dramatiserad vandring runt Kronhusbodarna i centrala Göteborg. Manus Anneli Abrahamsson m. fl., regi Juha Sillanpää m. fl.
- B. Ett kollage av Bukowskitexter. Manus Juha Sillanpää m. fl., regi Juha Sillanpää.